# جمال نار
جمال نار (بالتركية: Cemal Nar)‏ولد في كهرمانماراس_ هارتلاب في 7 يناير عام 1955 وهو معلم تركى وكاتب . أكمل تعليمه الإبتدائى في كهرمانمراش وتعليمه الثانوى في المدرسة الثانويه الإمام الخطيب بديار بكر. وبعدها إلتحق بمعهد الإسلام العالى في قيصرى عام 1973 . وفي عام 1977 عين معلما بالمدرسة الثانويه أندرين ثم عين في المدرسة الثانويه الإمام الخطيب بكهرمانماراس عام 1980 وتقاعد من نفس المدرسة عام 2003 . وبجانب مهنته التعليميه فقد عمل واعظا لسنوات عديده في وسائل الإعلام المختلفه والندوات و المؤتمرات و المساجد . ونشرت كتاباته في مختلف الجرائد والمجلات . وكان القران الكريم و السنة النبوية هما المصدران الرئيسيان لكتاباته وأحاديثه . كما كانت المواضيع الأساسيه لأعماله هي الإسلام، العلم، التعليم، الدعوة والتبليغ، الإيمان والعقيدة، الحقوق والتربية الإسلاميه، التفسير، تيارات الفكر المعاصر، الدولة والسياسة، الحكومة والحرية . 
ولهذا الكاتب موقعان إليكترونيان على الإنترنت يقدم في أحدهما كتاباته وفي الأخر معلومات مرئيه . وبالإضافة إلى ذلك فهو يقوم بالكتابة في عدة مواقع إليكترونيه . وهو متزوج ووالد لأربعه أبناء .

## أعماله
- الذكريات والعبر عام 1994 .
- من هذا النظام إلى الإسلام عام1996 .
- أسلمه الوعى عام 1996 .
- قبضات الإسلام عام 1997 .
- ظل العرش عام 1998 .
- مفتاح التصوف عام 1998 .
- قيادة العلماء عام 2006 .
- الدولة والسياسة في الإسلام عام 2007 .
- العلم والحرية عام 2007 .
- العلم والقدرة عام 2007 .
- الإيمان وتاثيره عام 2008 .
- قيمة الإيمان وحمايته عام 2008 .
- تنقية الإيمان عام 2008 .
- تلوث الإيمان عام 2009 .
- التصوف مسار التنوير 2008 .
- عشق القراءة عام 2012 .
- المشكله الكرديه في محور العنصرية وحزب العمال الكردستانى طبقا للإسلام ديسمبر عام 2012 .
- الوصول إلى الإنسان عام 2013 .
- شروط الجهاد والنصر عام 2013 .
- صور تكريم الدين عام 2013 .
- النظام والشرعيه عام 2014 .
- فاصل كبير من العثمانيه إلى الجمهويه عام 2014 .

## روابط خارجية
- الموقع الخاص به